# Archivo Europeo del Genoma-Fenoma
El Archivo Europeo del Genoma-Fenoma (EGA, por sus siglas en inglés) es un repositorio de datos biomoleculares y fenotípicos humanos en el Reino Unido y España.  Supone el almacenamiento seguro de todos los datos genéticos, fenotípicos y clínicos potencialmente identificables generados por programas de investigación biomédica
En marzo de 2022, almacenaba y recopilaba datos sobre más de 4500 estudios de investigación de más de 1000 instituciones de todo el mundo.

## Historia
El EGA fue puesto en marcha en 2008 por el Instituto Europeo de Bioinformática del Laboratorio Europeo de Biología Molecular (EMBL-EBI) para apoyar el archivo y la difusión voluntarios de datos genómicos humanos que requieran un almacenamiento seguro y su distribución únicamente a investigadores autorizados de forma que "se respeten los acuerdos de consentimiento firmados por los sujetos del estudio".  Posteriormente, el EGA ha ampliado su ámbito de colaboración con el Centro de Regulación Genómica (CRG) de Barcelona.

### Acceso controlado
Ofrece la seguridad esencial necesaria para regular el acceso, salvaguardar la confidencialidad de los pacientes y proporcionar acceso a los investigadores y médicos autorizados para ver los datos de acceso controlado. Sin embargo, las decisiones sobre el acceso a los datos no las toma la EGA, sino la organización que concede el acceso a los datos (DAO).